# Монлюсон (округ)
Округ Монлюсон (фр. Arrondissement de Montluçon) — округ у Франції, в департаменті Альє. 2023 року округ об'єднував 89 муніципалітетів, населення становило 105 252 особи.
Адміністративний центр (супрефектура) — Монлюсон.

## Муніципалітети
Список муніципалітетів округу та їхні коди INSEE:
1. Арфей-Сен-Прієст (03007)
2. Аршинья (03005)
3. Безне (03027)
4. Бізней (03031)
5. Бломар (03032)
6. Бон-д'Альє (03020)
7. Брез (03037)
8. Валіньї (03296)
9. Валлон-ан-Сюллі (03297)
10. Вена (03303)
11. Верне (03305)
12. Вернюсс (03308)
13. Вільбрет (03314)
14. Вільфранш-д'Альє (03315)
15. Віпле (03317)
16. Во (03301)
17. Дезертін (03098)
18. Деней-ле-Мін (03097)
19. Домера (03101)
20. Дуає (03104)
21. Дюрда-Ларкій (03106)
22. Ене-ле-Шато (03003)
23. Ериссон (03127)
24. Естіварей (03111)
25. І (03129)
26. Іль-е-Барде (03130)
27. Кенссен (03212)
28. Коломб'є (03081)
29. Коммантрі (03082)
30. Кон-д'Альє (03084)
31. Курсе (03088)
32. Ла-Петіт-Марш (03206)
33. Ла-Сель (03047)
34. Ла-Шаплод (03055)
35. Лаво-Сент-Анн (03140)
36. Ламе (03136)
37. Ле-Бретон (03041)
38. Ле-В'єн (03313)
39. Летелон (03143)
40. Ліньєроль (03145)
41. Луру-Бурбонне (03150)
42. Луру-де-Бон (03151)
43. Мазіра (03167)
44. Малікорн (03159)
45. Марсія-ан-Комбрай (03161)
46. Мепль (03172)
47. Мольн-Вітре (03168)
48. Монвік (03189)
49. Монлюсон (03185)
50. Монмаро (03186)
51. Мюра (03191)
52. Нассіньї (03193)
53. Нері-ле-Бен (03195)
54. О-Бокаж (03158)
55. Од (03010)
56. Прем'я (03211)
57. Реньї (03213)
58. Ронне (03216)
59. Сазре (03270)
60. Сен-Бонне-Тронсе (03221)
61. Сен-Бонне-де-Фур (03219)
62. Сен-Віктор (03262)
63. Сен-Дезіре (03225)
64. Сен-Жене (03233)
65. Сен-Капре (03222)
66. Сен-Марсель-ан-Марсія (03244)
67. Сен-Марсель-ан-Мюра (03243)
68. Сен-Мартіньян (03246)
69. Сен-Пале (03249)
70. Сен-Прієст-ан-Мюра (03256)
71. Сен-Сов'є (03259)
72. Сен-Фаржоль (03231)
73. Сент-Анжель (03217)
74. Сент-Елуа-д'Альє (03228)
75. Сент-Теранс (03261)
76. Серії (03048)
77. Сованьї (03269)
78. Теє-Аржанті (03279)
79. Теней (03282)
80. Тержа (03280)
81. Тортезе (03285)
82. Тренья (03288)
83. Шавнон (03070)
84. Шазме (03072)
85. Шамбера (03051)
86. Шамбле (03052)
87. Шапп (03058)
88. Юр'єль (03128)
89. Юрсе (03293)